# Bahnhof Prien a Chiemsee
Der im Jahr 1860 eröffnete Bahnhof Prien a Chiemsee ist der größte Bahnhof des bayerischen Marktes Prien am Chiemsee. Er ist ein Trennungsbahnhof und liegt an der Bahnstrecke Rosenheim–Salzburg, der Chiemgaubahn Prien–Aschau und der schmalspurigen Chiemseebahn nach Prien-Stock. Der Bahnhof hat vier Bahnsteiggleise und wird täglich von ungefähr 85 Zügen der Deutschen Bahn und der Bayerischen Regiobahn bedient. Der Bahnsteig der Chiemseebahn liegt vor dem Empfangsgebäude.
Außerdem gibt es in Prien am Chiemsee noch den Bahnhof Prien-Stock als seeseitigen Endpunkt der Chiemseebahn.

## Lage
Der Bahnhof befindet sich östlich der Ortsmitte von Prien am Chiemsee. Das Empfangsgebäude liegt in Richtung der Innenstadt und befindet sich westlich der Bahnanlagen. Es hat die Adresse Bahnhofsplatz 2. Nördlich unterquert die Seestraße das Bahngelände. Im Westen mündet die Hochriesstraße, von der der Bahnhofsplatz abzweigt, in die Seestraße. Östlich des Bahnhofsareals befindet sich der Chiemseebahnweg, benannt nach den dort befindlichen Gleisen der Chiemseebahn.

## Geschichte
Die Königlich Bayerischen Staatseisenbahnen eröffneten den Bahnhof Prien am 7. Mai 1860 mit der Bahnstrecke Rosenheim–Traunstein, am 1. August 1860 wurde die Strecke bis nach Salzburg verlängert. Am 18. August 1878 nahmen die Bayerischen Staatsbahnen die Bahnstrecke nach Aschau in Betrieb, der Bahnhof wurde zum Trennungsbahnhof. Prien war eine Dienststelle an der Strecke Rosenheim–Salzburg und verfügte über eine eigene Bahnmeisterei. Am 9. Juli 1887 wurde mit der Chiemseebahn eine weitere in Prien am Chiemsee beginnende Bahnstrecke eröffnet, in diesem Zug wurde der heute denkmalgeschützte königliche Wartepavillon am Bahnhof Rimsting abgebaut und neben dem Bahnhofsgebäude in Prien neu errichtet. Um 1900 wurde ein eigener Bahnhof für die Chiemseebahn eingeweiht. Kurz darauf legte man einen Personentunnel an, der den neuen Bahnhof mit den Bahnsteigen verband.
Zur Abwicklung von Rangierarbeiten und des Stückgutverkehrs war ab dem Ende des Zweiten Weltkriegs bis 1976 eine Lok der Baureihe 323 in Prien beheimatet. Seit dem 1. April 1978 war die Dienststelle der Deutschen Bundesbahn in Prien nur noch für die Nebenbahn nach Aschau zuständig. Ein Jahr später, im Mai 1979 wurde die Bahnmeisterei aufgelöst. Den heutigen Namen Prien a Chiemsee trägt die Station seit Mai 1990, zuvor hieß der Bahnhof nur Prien. Wenige Monate später, im Juli 1990, wurde die Priener Dienststelle geschlossen.

## Infrastruktur

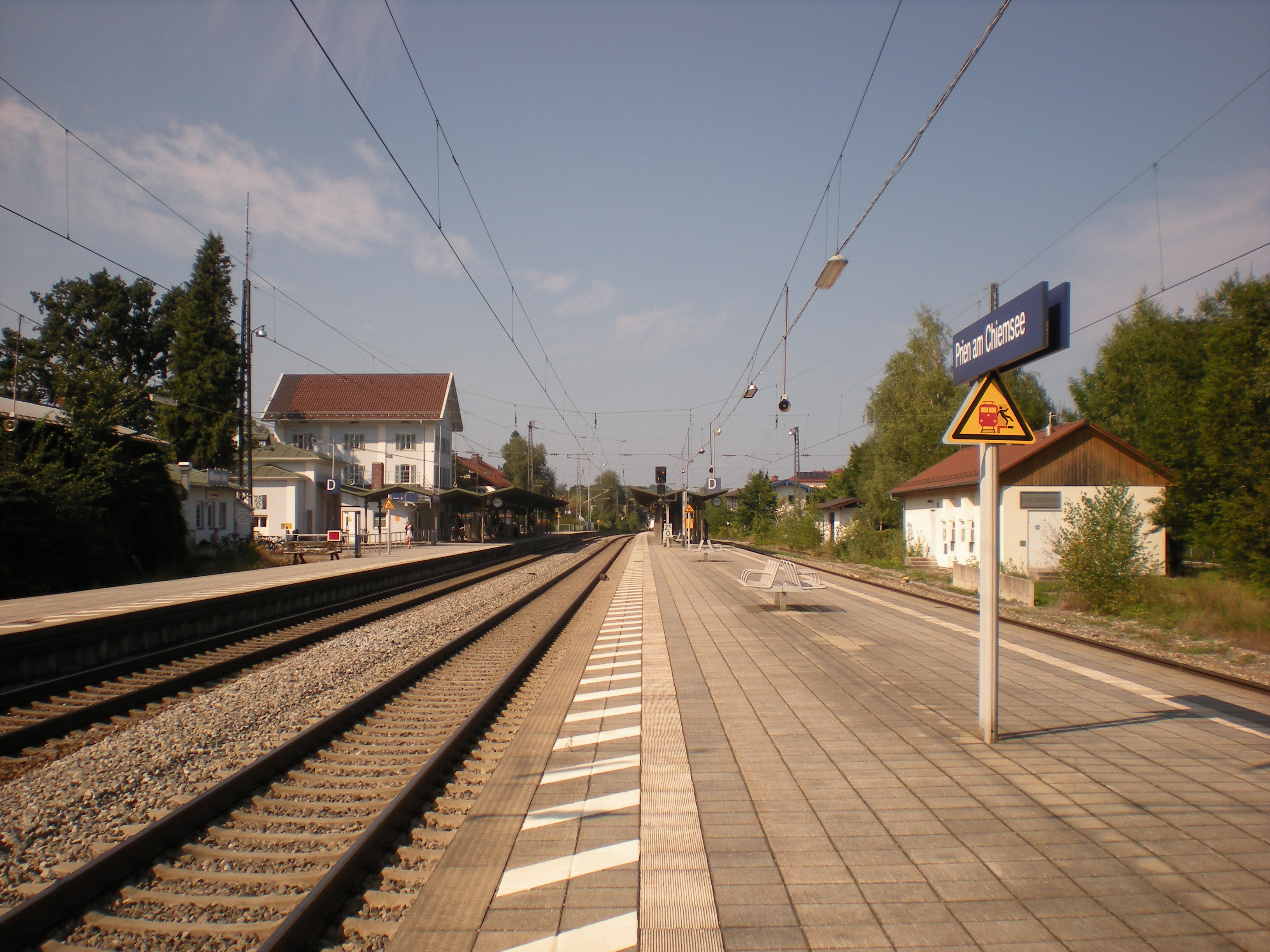
Bahnsteige

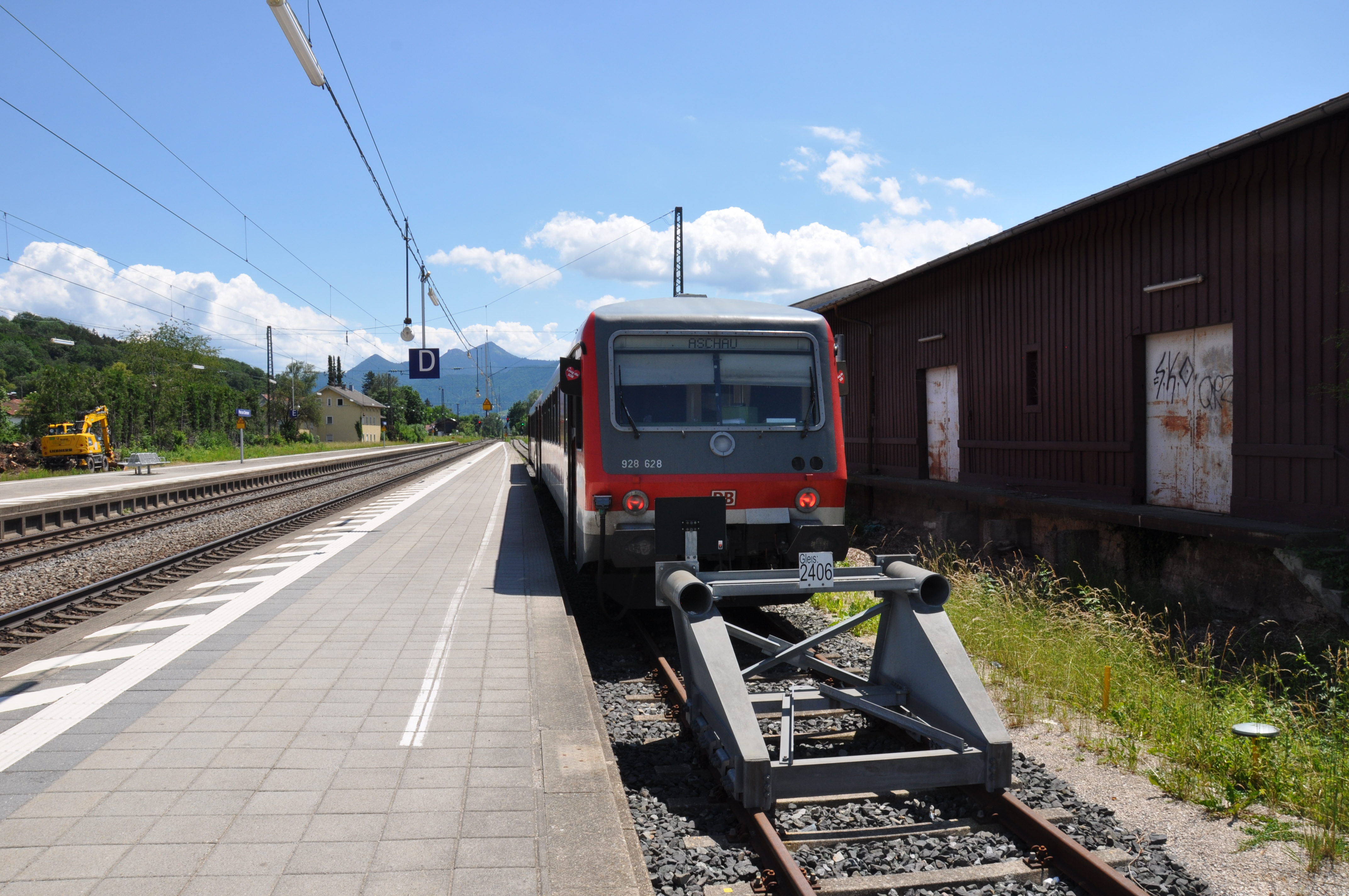
Regionalzug Richtung Aschau auf Gleis 1a

### Stellwerke
Nach der Eröffnung des Bahnhofs stellten Weichenwärter die Weichen von Hand. Ab dem 4. Februar 1899 wurde der Bahnhof von drei mechanischen Stellwerken gesteuert. Im März 1963 gingen diese außer Betrieb, stattdessen richtete die Deutsche Bundesbahn ein Drucktastenstellwerk der Siemens-Bauart Dr S2 ein, das die Bezeichnung Pf erhielt. Seit dem 19. November 2003 ist der Bahnhof eine Außenstelle des elektronischen Stellwerks Rosenheim.

### Bahnsteige und Gleisanlagen

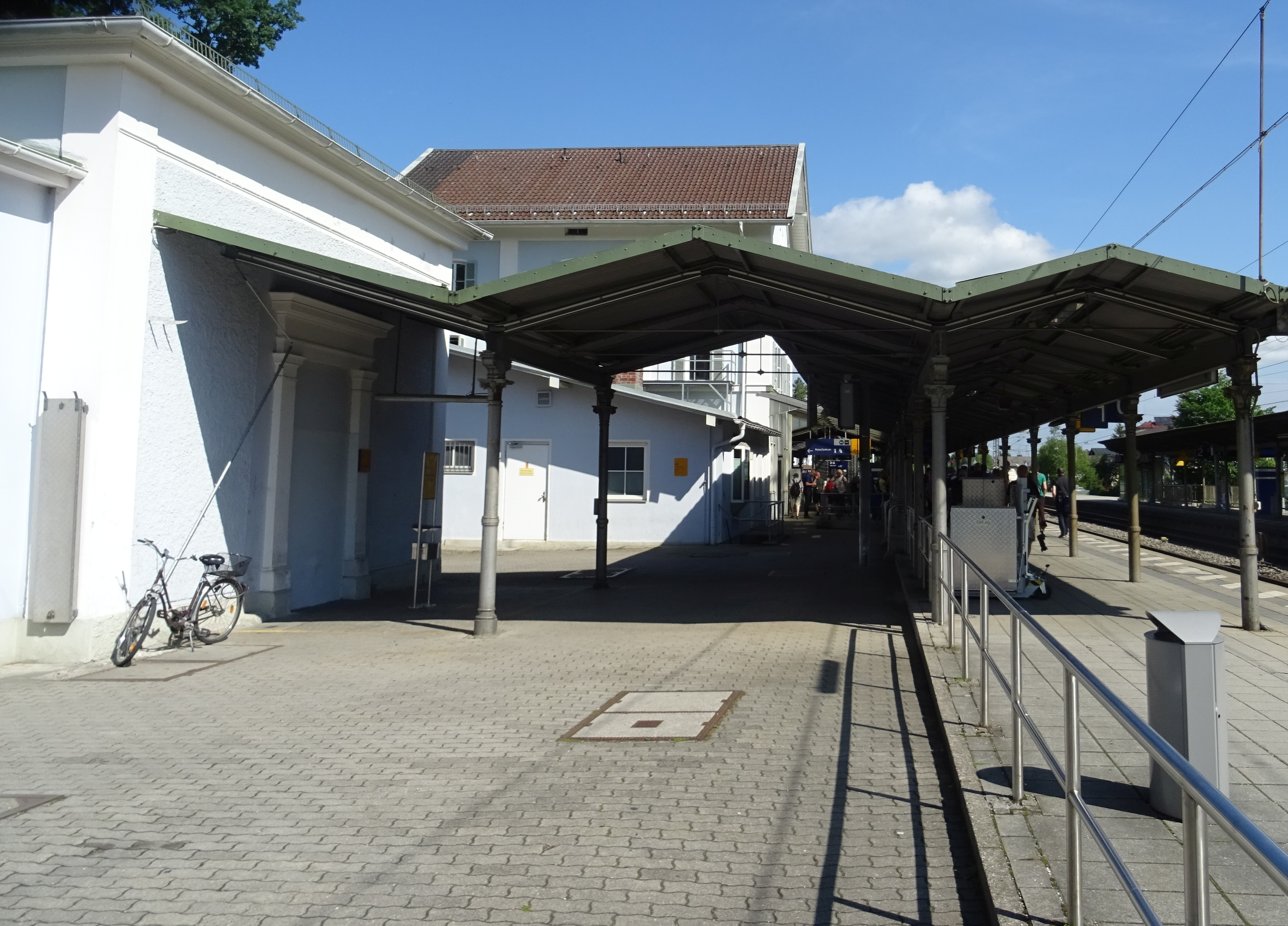
Der königliche Pavillon (links) und die Bahnsteigdächer sind denkmalgeschützt.

Im Jahr 1940 verfügte der Bahnhof über drei Hauptgleise, die an einem Mittelbahnsteig und an einem Hausbahnsteig lagen. Zusätzlich gab es ein Stumpfgleis für die Züge der Aschauer Strecke. Außerdem waren weitere Abstell- und Gütergleise vorhanden, an denen Güterschuppen, Laderampe und Ladestraße lagen.
Die 1911 errichteten Bahnsteigdächer wurden Ende 2017, kurz vor einer geplanten Demontage und Ersetzung durch modernere Bauten, als „einzigartiges Zeugnis bayerischer Industriekultur“ in die Denkmalliste des Bayerischen Landesamtes für Denkmalpflege aufgenommen. Im Mai 2023 baute die Deutsche Bahn aus „verkehrssicherungsrechtlichen Gründen“ die Bahnsteigüberdachungen ab; dies erfolgte mit Zustimmung des Landesamtes für Denkmalschutz.
Die Station hat vier Gleise an zwei Bahnsteigen, wobei sich Gleis 1 und das Stumpfgleis 1a am Hausbahnsteig befinden. Die Bahnsteige der Gleise 1 bis 3 sind 387 Meter lang und 55 Zentimeter hoch. Der Bahnsteig von Gleis 1a ist nur 222 Meter lang und 55 Zentimeter hoch. Außerdem sind die Bahnsteige mit digitalen Zugzielanzeigern ausgestattet und auf einer Länge von 72 Metern (Gleis 1) bzw. 60 Metern (Gleis 2/3) überdacht.
Der Bahnsteig von Gleis 2/3 ist vom Hausbahnsteig aus barrierefrei über Aufzüge zugänglich sowie durch eine Unterführung mit Gleis 1/1a und dem gegenüber liegenden Empfangsgebäude der Chiemsee-Bahn verbunden. Neben dem Bahnhofsplatz sind Park-and-Ride-Plätze und eine Busanbindung vorhanden. Im Empfangsgebäude befindet sich ein Reisezentrum.
Das Gleis 1a wird von Regionalbahnen in Richtung Aschau bedient. Am Gleis 1 verkehren Fern- und Regionalverkehrszüge in Richtung Salzburg und Gleis 2 wird von Fern- und Regionalverkehrszügen in Richtung München bedient. Das Gleis 3 wird planmäßig nur von einer abendlichen Regionalbahn aus Aschau genutzt und dient in Ausnahmefällen als Überholgleis.

## Verkehr
Der Bahnhof liegt heute an folgenden Kursbuchstrecken:
- 951[8]: München – Rosenheim – Traunstein – Freilassing – Salzburg
- 952[9]: Prien – Aschau.

1934 wurde der Bahnhof täglich von circa 15 Nahverkehrszügen auf der Bahnstrecke Rosenheim–Salzburg bedient. Ebenfalls circa 15 Züge fuhren von Prien nach Aschau. Zusätzlich hielten acht Schnellzüge in Prien, ein Zugpaar fuhr jedoch nur in den Sommermonaten.
1944 hielten in Prien sechs Personenzugpaare, die die Hauptstrecke von Rosenheim nach Salzburg befuhren. Weiter stoppten im Bahnhof täglich acht Schnellzüge. Von Prien nach Aschau fuhren an Werktagen fünf Züge. 1988 wurde der Bahnhof werktags von fünf Nahverkehrszügen der Strecke Rosenheim–Salzburg bedient. Des Weiteren verkehrten Schnell- und Eilzüge, die sich zu einem ungefähren Stundentakt überlagerten. Außerdem hielt der Intercity Chiemgau, der von Salzburg nach Wiesbaden fuhr. Zum 1. Juni 1997 wurde der Stückgutverkehr eingestellt.
Im Fernverkehr wird der Bahnhof von den Eurocitylinien EC 62 und EC 32 bedient, die zusammen einen Zweistundentakt gewährleisten. Auf der Linie EC 62 verkehren zwei Zugpaare von Frankfurt am Main nach Klagenfurt, ein weiteres von Frankfurt nach Graz, eines von Frankfurt nach Linz und ein Zugpaar von Saarbrücken nach Graz. Das Zugpaar von München nach Klagenfurt verkehrt seit Dezember 2016 als Railjet. Das eine Zugpaar des EC 32 verkehrt von Münster nach Klagenfurt und trägt den Namen Wörthersee. Mit einem Zugpaar verkehrt ein IC der Linie 26 täglich zwischen Hamburg-Altona und Berchtesgaden mit dem Namen Königssee, der zwischen Freilassing und Berchtesgaden tariflich als Regional-Express eingestuft ist. Ebenfalls mit einem täglichen Zugpaar fährt der IC 60 von Karlsruhe nach Salzburg. Im Regionalverkehr wird der Bahnhof im Stundentakt durch Züge der Bayerischen Regiobahn bedient, die bis 2020 unter dem Markennamen Meridian von München nach Salzburg verkehrten. Ergänzend gibt es vier Zugpaare als Verstärkerzüge von München nach Traunstein. Außerdem verkehrt stündlich eine Regionalbahn nach Aschau. Diese Verbindung wird von der Südostbayernbahn mit Triebzügen der Baureihe 628 angeboten.
| Linie/ Zuggattung        | Strecke | Strecke | Taktfrequenz  |
| ------------------------ | --- | --- | ------------- |
| IC 26                    | Königssee: Hamburg-Altona – Hamburg Hbf – Hannover – Göttingen – Kassel-Wilhelmshöhe – Fulda – Würzburg – Augsburg – München Ost – Prien am Chiemsee – Berchtesgaden                                      | Königssee: Hamburg-Altona – Hamburg Hbf – Hannover – Göttingen – Kassel-Wilhelmshöhe – Fulda – Würzburg – Augsburg – München Ost – Prien am Chiemsee – Berchtesgaden                                      | ein Zugpaar   |
| EC 32                    | Wörthersee: Münster (Westf) – Recklinghausen – Essen – Düsseldorf – Köln – Koblenz – Frankfurt – Mannheim – Heidelberg – Stuttgart – Ulm – Augsburg – München – Prien am Chiemsee – Salzburg – Klagenfurt | Wörthersee: Münster (Westf) – Recklinghausen – Essen – Düsseldorf – Köln – Koblenz – Frankfurt – Mannheim – Heidelberg – Stuttgart – Ulm – Augsburg – München – Prien am Chiemsee – Salzburg – Klagenfurt | ein Zugpaar   |
| IC 60                    | Karlsruhe – Stuttgart – Ulm – Augsburg – München – Prien am Chiemsee – Salzburg | Karlsruhe – Stuttgart – Ulm – Augsburg – München – Prien am Chiemsee – Salzburg | ein Zugpaar   |
| ICE/RJ/EC 62             | Frankfurt – Heidelberg – | Stuttgart – Ulm – Augsburg – München – Prien am Chiemsee – Salzburg (– Klagenfurt / Graz / Linz) | zweistündlich |
| ICE/RJ/EC 62             | (Saarbrücken – Mannheim –) | Stuttgart – Ulm – Augsburg – München – Prien am Chiemsee – Salzburg (– Klagenfurt / Graz / Linz) | zweistündlich |
| RE5                      | München – Rosenheim – Bad Endorf – Prien am Chiemsee – Traunstein – Freilassing – Salzburg | München – Rosenheim – Bad Endorf – Prien am Chiemsee – Traunstein – Freilassing – Salzburg | stündlich     |
| RE5                      | München – Rosenheim – Bad Endorf – Prien am Chiemsee – Traunstein | München – Rosenheim – Bad Endorf – Prien am Chiemsee – Traunstein | vier Zugpaare |
| RB52                     | Prien am Chiemsee – Aschau | Prien am Chiemsee – Aschau | stündlich     |
| Stand: 13. Dezember 2020 | | |               |